# Île Perdue
Pour l’article homonyme, voir Île Perdue (Loire).
L’île Perdue est un îlot située dans la baie de Roscanvel, au sud-ouest de la rade de Brest, entre la presqu'île de Quélern et l’île Longue. À 300 mètres au nord-ouest se trouve l'île Trébéron. Point culminant : 3,7 m en CM96 (cote marine, c'est-à-dire 3,7 m au-dessus du niveau des plus basses mers). L'île ne se découvre qu'à marée basse et est immergée à marée haute.